# 里氏俯海鯰
里氏俯海鯰為輻鰭魚綱鯰形目海鯰科的其中一種，分布於中美洲墨西哥的淡水水域，體長可達19.7公分，棲息在底層水域，屬肉食性，生活習性不明。

## 擴展閱讀
維基物種上的相關：里氏俯海鯰